# Општина Турулунг (Сату Маре)
Турулунг (рум. Turulung) општина је у Румунији у округу Сату Маре.
Oпштина се налази на надморској висини од 129 m.